# Bohuslav Brouk
Bohuslav Brouk (19. listopadu 1912 Praha-Holešovice – 19. ledna 1978 Londýn) byl psychoanalytik, spisovatel, básník, publicista, filosof, estetik, sociolog a biolog, jedna z nejvýraznějších osobností české meziválečné avantgardy. Od roku 1948 žil v emigraci. Byl jedním z prvních propagátorů psychoanalýzy a kritickým vykladačem díla Sigmunda Freuda v Československu. Jeho dílo se týká psychoanalýzy (Autosexualismus a psycherotismus, 1935), jazyka a způsobu vyjadřování (Jazyková komika, 1941), či vztahů člověka k věcem (tzv. chrematologie neboli nauka o věcech, Lidé a věci, 1947).

## Život
Byl mladším synem Jaroslava Brouka, spoluzakladatele firmy Brouk a Babka. V roce 1931 absolvoval obchodní akademii v Praze Karlíně, o rok později složil maturitní zkoušku na gymnáziu v Klatovech. Po krátkém studiu na Lékařské fakultě Univerzity Karlovy v Praze vystudoval biologii a antropologii na Přírodovědecké fakultě UK (doktorát 1937), a estetiku na Filozofické fakultě UK Praha (doktorát 1946). Časopisecky poprvé publikoval v roce 1930 v Tvorbě.

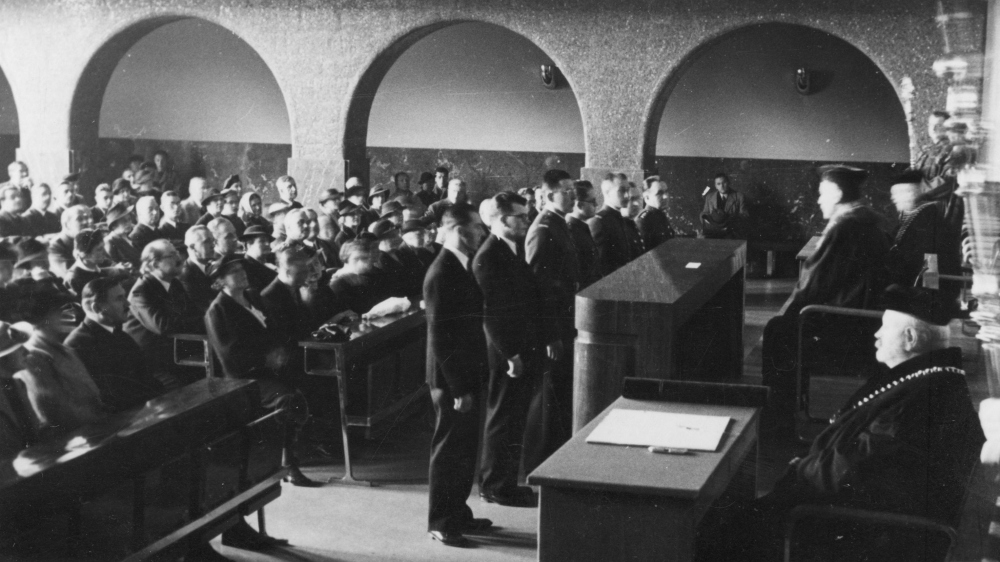
Broukova promoce (8. října 1937)

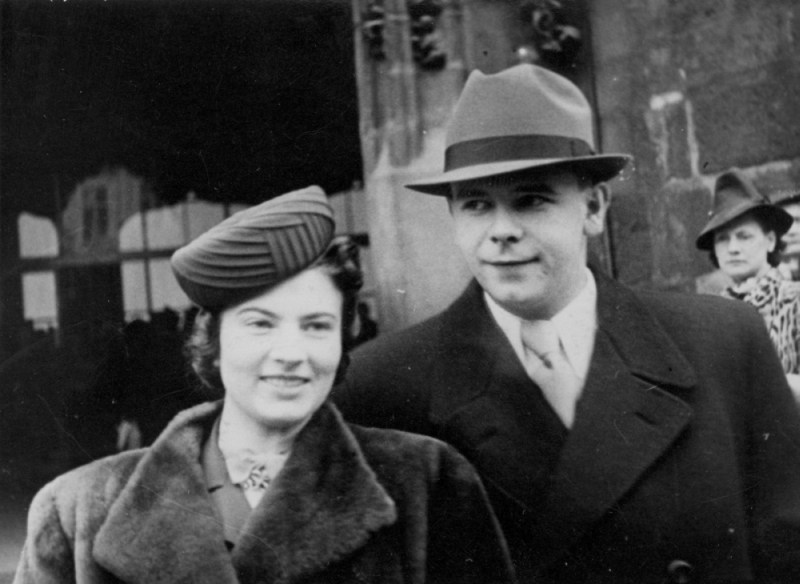
Bohuslav Brouk s manželkou Miroslavou (40. léta)

Tento enfant terrible české avantgardy a bohémy třicátých a čtyřicátých let se v roce 1934 stal spoluzakladatelem Skupiny surrealistů v ČSR, jejíž leták, informující o jejím ustavení, vydal vlastním nákladem. Brouk nebyl členem Skupiny surrealistů jen pro forma, aktivně se podílel na dobové diskusi o umění i politice. Již v devětsilském časopise ReD (9/1930) publikoval text o vztahu psychoanalýzy k marxismu, jenž umělce zpočátku názorově spojoval. Při sporu uvnitř skupiny, v roce 1938, stál na straně Karla Teigeho proti Vítězslavu Nezvalovi. Zabýval se především psychoanalýzou, sexuologií, problematikou sebevraždy a řadou dalších témat. Za druhé světové války pracoval jako umělecký poradce obchodního domu Bílá labuť, který postavila a vlastnila rodinná společnost.
V poválečném období let 1945–1948 se intenzivně zapojil do politické a publicistické činnosti – jako jeden z mála intelektuálů v této době veřejně přednášel a v tisku uveřejňoval texty, v nichž systematicky a neúprosně demaskoval komunistickou ideologii a především praktickou politiku Komunistické strany Československa. Vedle toho se svými přáteli, architekty Karlem Honzíkem a Ladislavem Žákem, rozvíjel koncept životního slohu.
Na jaře 1948 odešel do exilu, nejdříve do americké okupační zóny v Německu, poté do Francie (Paříž), Austrálie (Melbourne), od konce roku 1958 žil ve Spojeném království (Londýn).

## Dílo

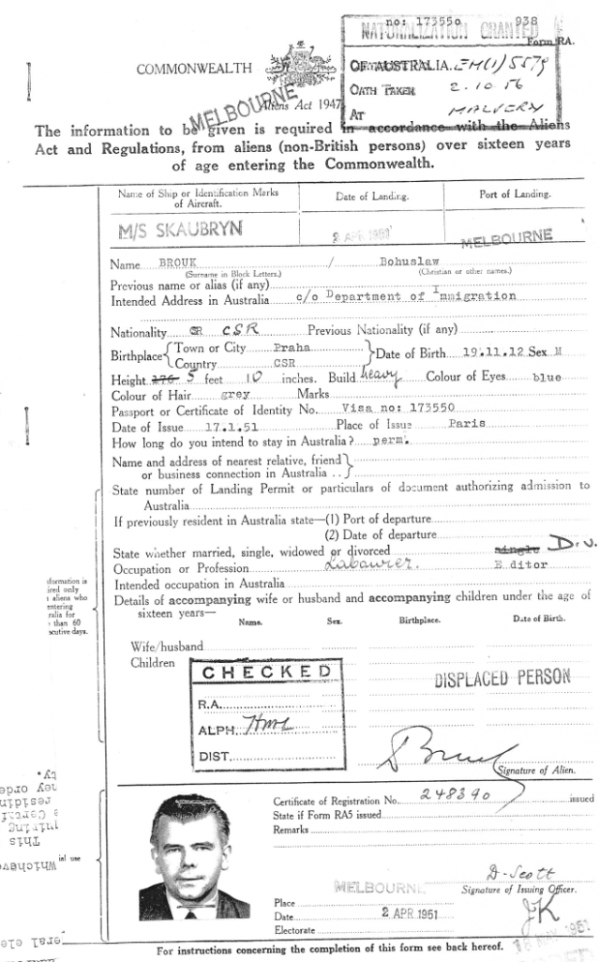
Po příjezdu do Melbourne vyplněné Broukovy formuláře (2. dubna 1951)

- Psychoanalysa, Praha 1932
- Almanach Kmene: Rok 1932/1933, Praha 1932 (obsahuje článek U. S. S. R.)
- ŠTYRSKÝ, Jindřich, Emilie přichází ke mně ve snu, Praha 1933, autor doslovu (2. vyd. – reprint – Praha 2001); něm. in ŠTYRSKÝ, Jindřich, Emilie kommt im Traum zu mir und andere erotische Prosa, ed. a přel. Josef Vojvodík, Dominique Fliegler a André Schönherr, Frankfurt am Main 1994; angl. in ŠTYRSKÝ, Jindřich, Emilie Comes to Me in a Dream, přel. Helena Sedláčková Gibbs, New York 1997; angl. in NEZVAL, Vítězslav – ŠTYRSKÝ, Jindřich, Edition 69, přel. Jed Slast, Prague 2004; angl. in ŘÍHOVÁ, Zuzana (ed.), From Laughter to Forgetting: A Sourcebook of Czech Avant-Garde Discourses, přel. Dan Morgan. Praha 2024; zkrácená verze byla rovněž otištěna v polském překladu Joanny Derdowske pod názvem Fragmenty posłowia do prozy Jindřicha Štyrskiego v časopise red, maj 2007, nr. 1 (2), s. 25–26
- Psychoanalytická sexuologie, Praha 1933 (2. vyd. in Lidská duše a sex, Praha 1992)
- Autosexualismus a psycherotismus, Svazek I., Autosexualismus, Praha 1935 (2. vyd. pod téměř nepatrně pozměněným názvem Autosexualismus a psychoerotismus, Praha 1992)
- Ani labuť ani Lůna: Sborník k stému výročí smrti Karla Hynka Máchy, ed. Vítězslav Nezval, Praha 1936, příspěvek Máchův kult (2. vyd. – reprint – Praha 1995)
- O smrti, lásce a žárlivosti, Praha 1936, konfiskováno[5] (2. vyd. pod názvem O pošetilosti života i smrti, Praha 2009, ed. Viktor A. Debnár)
- Bilance psychoanalysy k 31. prosinci 1936, [Praha 1936] (přetištěno in Jarmark umění, prosinec 1992, č. 5, s. 4–6)
- Patologie životní zdatnosti, Praha 1937 (původně disertační práce Inteligence, talent, genialita a metody jejich výzkumu obhájená v r. 1937 na Přírodovědecké fakultě UK)
- Poslední dnové etiky, Praha 1937
- Manželství - Sanatorium pro méněcenné, [Praha 1937]
- Stoupa života, [Praha 1938]
- O funkcích práce a osobitosti, Praha 1938 ([2. vyd.] Praha 1939; 3. vyd. Praha 2009, ed. Viktor A. Debnár)
- Strach z oddechu: Úvaha o negativním smyslu lidské aktivity, [Praha 1939] (přetištěno in Tvar, 3. září 1992, r. 3, č. 36, s. 6)
- Bludnost jedné představy, [Praha 1940]
- Jazyková komika: Estetická studie, Praha 1941 (obhájena jako disertační práce na Filosofické fakultě UK v r. 1946)
- Závažnost obecného vzdělání, Praha 1946 (značná část eseje přetištěna in Babylon[nedostupný zdroj], 9. března 2009, r. XVIII, č. 6, s. IV–V)
- Racionalisace spotřeby: Základní problémy projektování, Praha 1946
- Dnes a zítra: O kráse přírody, smutcích neděle a bědném bytování, rkp., plánované vydání v l. 1946–1947 (nakl. Aventinum) nebylo realizováno
- Střetnutí: Sovětské malířství a současné umění, ed. O[takar] Mrkvička, Praha 1947 (obsahuje přetištěný článek K odezvě výstavy sovětského umění, Dnešek, 1. května 1947, r. II, č. 5, s. 72–73)
- Lidé a věci, Praha 1947 (ukázky přetištěny in Analogon, 2008, r. [20], č. 54, s. I–XII)
- Dopisy z exilu příštím milenkám, Paris 1949 (pod pseudonymem Jan Vlasák, rozmnoženo cyklostylem; přetištěno in Zde trapno existovat, viz níže)
- O šalbě svobody a filosofie: Pojem svobody v dějinách lidského myšlení a jeho patřičný význam, rkp., Melbourne-Londýn 1954-1958 ("zhuštená" verze spisu byla poprvé publikována pod titulem Problém svobody v lidské kultuře in Svědectví, 1960, r. III, č. 12, s. 300–323; část rukopisu byla vydána pod názvem O šalbě svobody a filosofie, Praha 2011
- O svobodě a demokracii: Úvahy z cesty do Austrálie, [Londýn 1960] (pravděpodobně rozmnoženo cyklostylem; otištěno pod nepřesným názvem Svobodě a demokracii s uvedeným podtitulem v Analogonu, 2001, r. [12], č. 31–32, s. 49–52, přetištěno in Zde trapno existovat, viz níže)
- Ohlasy básní českých, [Londýn 196-] (pravděpodobně rozmnoženo cyklostylem; přetištěno in Zde trapno existovat /viz níže/, báseň Smuteční hrana byla publikována na blogu Michala Jareše)
- Dvacet let svobody: 1945–1965, [Londýn 1964, sic!] (pravděpodobně rozmnoženo cyklostylem; přetištěno in Zde trapno existovat, viz níže)
- Plants Consumed by Man, London – New York – San Francisco 1975
- Lidská duše a sex, Praha 1992 (obsahuje: Psychoanalytická sexuologie a Doslov k próze Jindřicha Štyrského Emilie přichází ke mně ve snu)
- Autosexualismus a psychoerotismus, 1992 (obsahuje: Autosexualismus a psychoerotismus, Bilance psychoanalýzy k 31. prosinci 1936, Poslední dnové etiky, Manželství: Sanatorium pro méněcenné, Stoupa života, Strach z oddechu: Úvaha o negativním smyslu lidské aktivity a Bludnost jedné představy)
- Antologie textů s kulturně politickou tematikou k období 1945–1948, II. díl, [ed.] Jiří Staněk, Plzeň 1997 (obsahuje přetištěný článek K odezvě výstavy sovětského umění, Dnešek, 1. května 1947, r. II, č. 5, s. 72–73)
- Na ztracené vartě Západu: Antologie české nesocialistické publicistiky z let 1945–1948, ed. Milan Drápala, Praha 2000 (obsahuje rozsáhlý výběr článků z let 1945–1948)
- Zde trapno existovat, ed. Viktor A. Debnár, Brno 2008 (obsahuje texty a korespondenci z exilových let 1948–1978)
- Kniha o čuráku, ed. Nela D. Astonová, Praha 2009 (obsahuje krátký úryvek z knihy Autosexualismus a psychoerotismus, 1992)
- Životní sloh, ed. Viktor A. Debnár, Brno 2010 (plánované vydání v l. 1946–1947 v nakl. Orbis nebylo realizováno)
- O šalbě svobody a filosofie, ed. Viktor A. Debnár, Praha 2011
- Soukromé tisky, ed. Viktor A. Debnár, Praha 2013 (obsahuje: Onanie jakožto světový názor, Doslov: Emilie přichází ke mně ve snu (Jindřich Štyrský), Máchův kult, Bilance psychoanalýzy k 31. prosinci 1936, Poslední dnové etiky, Manželství: Sanatorium pro méněcenné, Židovství – dílo árijců, Stoupa života, Strach z oddechu: Úvaha o negativním smyslu lidské aktivity, Bludnost jedné představy, Dopisy z exilu příštím milenkám a O svobodě a demokracii: Úvahy z cesty do Austrálie)
- Na obranu individualismu: Publicistika z let 1930–1960, ed. Viktor A. Debnár, Praha 2014
- O lidském jednání, ed. Viktor Debnár, Praha 2024

Ukázky z některých Broukových textů obsahuje článek Myšlenky Bohuslava Brouka (Analogon, 1992, r. IV, č. 9, s. 21–22) a Kdo má zadnici pro veřejné vystoupení? (Babylon, 29. listopadu 2010, r. XIX, č. 14, s. 7).

## Příspěvky v periodikách
- Tvorba, Plán, ReD, Zvěrokruh, Erotická revue (mj. proslulý esej Onanie jakožto světový názor), Rok, Kvart, Rozpravy Aventina, Odeon, List pro sociologii a psychologii, Kalendář česko-židovský, Volné směry, Anthropologie, Surrealismus, Lidové noviny, České Slovo, Kritický měsíčník, Křesťanská revue, Lidová kultura, Dnešek, Svobodný zítřek (do stejnojmenných novin přispíval i v pařížském exilu), Tvar: Časopis Ústředí lidové a umělecké výroby, Vývoj, Nové prúdy v našom súčasnom živote, Český život, Zpravodaj československé emigrace (Paříž), Hlas domova (Melbourne), Svědectví (New York), Proměny (New York), Analogon, Tvar, Jarmark umění a Literární noviny.

Příspěvky podepisoval např. jako Bohuslav Brouk, B. Brouk, Boh. Brouk, Gottlob Brauk, Boguslav Broukčenko, -bkb-, -br-, Dr. B. B. či Jan Vlasák.